# Општина Теака (Бистрица-Насауд)
Теака (рум. Teaca) општина је у Румунији у округу Бистрица-Насауд.
Oпштина се налази на надморској висини од 408 m.